# Підтекст
Підтекст — інший план повідомлення, який створюється не довільно, а тими ж засобами, що й основний план.
До таких засобів належать:
- лексичні засоби (метафора, метонімія, перифраз, порівняння тощо);
- ситуативні засоби (факти, події, раніше згадані);
- асоціативні засоби (поняттєві, емоційні зв'язки, які виникають між тим, про що йде мова, і досвідом автора або реципієнта).

Крім того, кожне слово має психологічний образ, властивий конкретному реципієнтові. Цей психологічний образ здатний викликати у свідомості реципієнта свій ланцюг асоціацій, на основі яких і створюється інший, прихований план повідомлення. Безперечно, не можна знати психологічних образів слів кожного читача, але можна прогнозувати підтексти з урахуванням оказіональних, нелітературних, розмовних, переносних значень слів.
Сприймання підтекстової інформації можливе лише на основі усвідомлення супровідних нашарувань на пряме значення компонентів висловлювання. Підтекст можливий у розмовному (“Такий вже розумний, що далі й нікуди!”), публіцистичному мовленні (Протягом трьох з половиною століть Україна постійно відчувала силу обіймів “старшого брата”), та найбільш властивий він художнім творам (“Од молдованина й до фіна/ на всіх язиках все мовчить,/ бо благоденствує” (Тарас Шевченко)).